# Donnie Klang
Donald Joseph Klang (23 januari 1985), beter bekend als Donnie Klang, is een Amerikaans zanger uit Levittown, Long Island, New York. Hij is bekend van het MTV-programma Making the Band. Daar kreeg hij van P. Diddy - in plaats van een plekje in de groep - een solocontract.
- International Standard Name Identifier: 0000 0001 1967 2825
- Library of Congress Control Number: n2011034787
- Virtual International Authority File: 170613625
- WorldCat: E39PBJm4R8Ktm4f8ByWKcqdqQq